# Sabine Leutheusser-Schnarrenberger
Sabine Leutheusser-Schnarrenberger, née Leutheusser le 26 juillet 1951 à Minden, est une femme politique allemande, membre du Parti libéral-démocrate (FDP) et ancienne ministre fédérale de la Justice, poste qu'elle occupe entre 1992 et 1996, étant la première femme titulaire, et de 2009 à 2013.

## Vie professionnelle: formation et carrière
Elle passe son Abitur en 1970, puis intègre l'université de Göttingen afin d'y suivre des études de droit, qu'elle achève à l'université de Bielefeld. Elle obtient son premier diplôme juridique d'État en 1975 à Hamm, et décroche le second à Düsseldorf, trois ans plus tard.
En 1979, elle est recrutée par l'office allemand des brevets (DPMA), installé à Munich, dont elle est nommée directrice du département du personnel, du budget, de la formation et des marchés publics en 1988. Elle quitte le DPMA deux ans plus tard, et entame en 1997 une carrière d'avocate à Munich, qu'elle suspend en 2009.

## Vie politique

### Au sein du FDP: partisane du social-libéralisme
Elle adhère au Parti libéral-démocrate (FDP) en 1978. Élue présidente de la section de l'arrondissement de Starnberg quatre ans plus tard, elle occupe ce poste jusqu'à son entrée au comité directeur fédéral, en 1991. Cinq ans plus tard, elle est élue présidente de la commission fédérale pour l'Intérieur et la Justice, conservant ce mandat jusqu'en 2001, puis intègre la présidence fédérale du parti en 1997. Le 2 décembre 2000, elle est portée à la tête de la fédération du Parti libéral-démocrate de Bavière.
Au sein du FDP, elle appartient au courant social-libéral, aussi appelé « libéralisme de gauche », qui insiste sur le libéralisme politique. Bien qu'elle ait fait partie de deux coalitions de centre-droit, elle relève du courant ayant facilité les alliances avec les sociaux-démocrates.
Elle est élue vice-présidente fédérale du parti lors du congrès de mai 2011 à Rostock, qui consacre le remplacement de Guido Westerwelle par Philipp Rösler à la tête des libéraux.

### Ministre fédérale de la Justice d'Helmut Kohl
Après avoir été élue députée fédérale de Bavière au Bundestag lors des élections législatives fédérales du 2 décembre 1990, Sabine Leutheusser-Schnarrenberger est nommée ministre fédérale de la Justice le 18 mai 1992, dans la quatrième coalition noire-jaune du chancelier Helmut Kohl. Elle est alors la première femme à occuper ce poste, et à occuper un ministère régalien.
En 1995, elle se prononce contre un projet relatif aux écoutes téléphoniques avancé par les chrétiens-démocrates, au nom du respect du droit à la vie privée.

### Démission et carrière dans l'opposition
Le FDP ayant apporté son soutien à cette mesure, elle démissionne du gouvernement le 1er janvier 1996, étant remplacée seize jours plus tard par Edzard Schmidt-Jortzig. Elle est ensuite choisie comme porte-parole du groupe parlementaire FDP pour les questions européennes. À la suite des élections de 2002, elle est promue vice-présidente du groupe, porte-parole pour les questions juridiques, et coordinatrice des députés libéraux à la commission parlementaire de la Justice. Elle se voit reconduite dans l'intégralité de ses fonctions après les élections de 2005.

### Retour au ministère fédéral de la Justice
Le 28 octobre 2009, Sabine Leutheusser-Schnarrenberger redevient ministre fédérale de la Justice dans la nouvelle coalition noire-jaune d'Angela Merkel. À l'occasion du débat sur l'intégration, en particulier des musulmans, lancé par la publication de l'ouvrage controversé de l'économiste Thilo Sarrazin, elle se prononce contre l'interdiction du voile islamique.
En 2012, elle met en place une commission indépendante qui établit, grâce au travail de l'historien Manfred Görtemaker et du juriste Christoph Safferlig, que d'anciens nazis ont trouvé refuge après la guerre au ministère de la Justice ouest-allemand afin de faire oublier leurs anciennes complicités, œuvrant par ailleurs à faire passer une législation d'amnistie : en 1951, 51 % des personnes occupant un poste à responsabilités dans le ministère étaient issus du NSDAP, et en 1957 77 %.

### Après 2013
Mi-juillet 2014, elle est nommée par Google au sein d'un comité consultatif de dix experts, qui est chargé de rédiger un rapport avec des recommandations afin d'appliquer la mesure du « droit à l'oubli ».
Depuis 2018, elle est présidente du conseil de surveillance de la Fondation Président Theodor Heuss à Stuttgart.

## Vie privée
Son père, Horst Leutheusser, était un avocat membre de l'Union chrétienne-démocrate d'Allemagne (CDU), qui a occupé le poste de vice-maire de Minden de 1964 à 1969. En outre, son oncle n'était autre que Wolfgang Stammberger, ministre fédéral de la Justice entre 1961 et 1962 et membre du FDP, puis du Parti social-démocrate d'Allemagne (SPD).
Elle vit à Feldafing. Elle est mariée à Ernst Schnarrenberger jusqu'à son décès, en 2006.